# فاطمة مادا بيو
فاطمة مادا بيو (ولدت في 27 نوفمبر 1980)، والمعروفة باسم فاطمة بيو، هي السيدة الأولى الحالية لسيراليون كونها زوجة جوليوس مادا بيو، الرئيس الخامس لسيراليون. فاطمة بيو من أصل غامبي ولكنها ولدت وترعرعت في كويدو تاون، مقاطعة كونو في شرق سيراليون. كانت ممثلة وكاتبة سيناريو ومنتجة أفلام في بعض أفلام نوليوود التي تتخذ من المملكة المتحدة مقراً لها. فاطمة بيو مسلمة متدينة ولديها ما مجموعه ثلاثة أطفال، واحد مع زوجها الحالي.

## النشأة والتعليم
ولدت فاطمة بيو باسم فاطمة جابي في مقاطعة كونو لتيغيدانكاي جابي وعمر جابي في 27 تشرين الثاني/نوفمبر 1980 أثناء رئاسة سياكا ستيفنز، أول رئيس لسيراليون. والدتها سيراليونية ووالدها غامبي. نشأت في كونو والتحقت بمدرسة ابتدائية في مدرسة أنصار الإسلام. وذهبت في وقت لاحق إلى مدرسة القديس يوسف كورنيت الثانوية في فريتاون. وهي حاصلة على درجة البكالوريوس في الآداب مع مرتبة الشرف في الفنون الأدائية من معهد روهامبتون في لندن. كما حصلت على درجة البكالوريوس في الآداب في الصحافة من جامعة الآداب كلية لندن للاتصالات في عام 2017.

## الوظائف
قبل زواجها من جوليوس مادا بيو، كان لديها مهنة ناجحة في صناعة الترفيه تحت اسمها قبل الزواج فاطمة جابي. وفي عام 2000 فازت في مسابقة ملكة جمال أفريقيا. بدأت العمل في صناعة السينما الأفريقية في لندن. كتبت وأنتج أفلام هوليوود بما في ذلك "ضرب" "خداع مخجل"، إيبو في سيراليون"، "إكسبيديشن أفريك" "الروح"، قامت ببطولة فيلم صبي المرآة وفازت بجائزة "أفضل ممثلة مساعدة" في حفل توزيع جوائز ZAFAA لعام 2011.
وفي عام 2013، فازت بجائزة «امرأة العام» الأفريقية من «جميع وسائل الإعلام الأفريقية». في عام 2013، حصلت على جائزة أفضل ممثلة في حفل توزيع جوائز الأوسكار الأفريقي في واشنطن العاصمة. وفي نفس العام فازت بجائزة «تجمع أفضل أفريقية» لتعزيزها نظرة إيجابية عن الأفارقة في جميع أنحاء العالم.

## الزواج
قبل أن تتزوج فاطمة بيو في عام 2013 كانت قد تزوجت من لاعب كرة قدم كان لديها طفلان. ثم تزوجت جوليوس مادا بيو في حفل خاص في لندن في 25 أكتوبر 2013. وفي 27 حزيران/يونيه 2014، أنجبت ابناً، هو حمزة مادا بيو، الذي توفي بعد ثلاثة أيام من ولادته. في 7 سبتمبر 2015، بعد عام من فقدان ابنهما، أنجبت سليمة، أمينة.

## الخيرية
فاطمة هي راعية لعدد من المؤسسات الخيرية في المملكة المتحدة، بما في ذلك مؤسسة جون أوتاكا التي تساعد الأطفال والشباب الأفارقة على مواجهة التحديات الصحية.